# Nocino

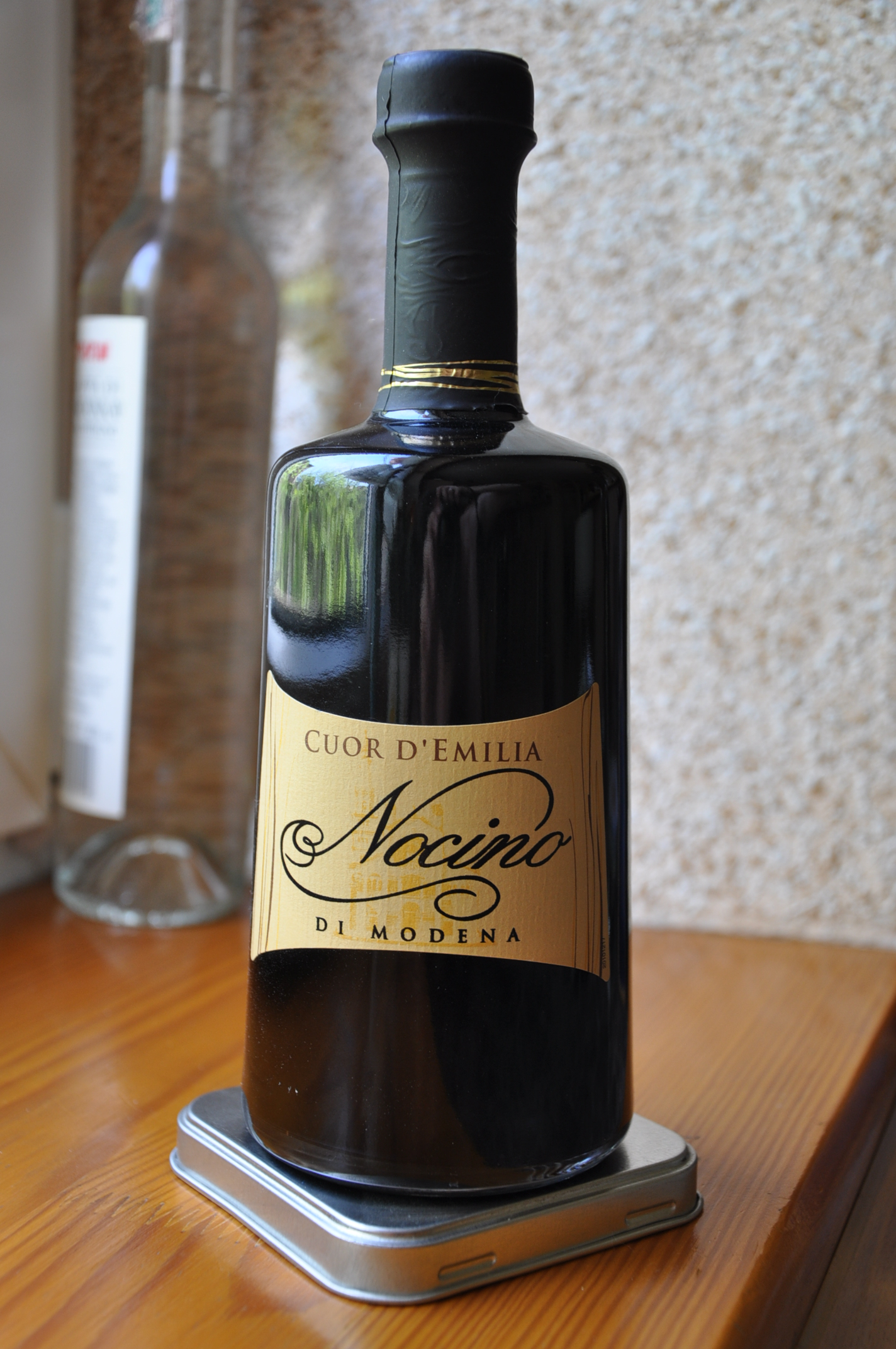
Eine Flasche Nocino

Nocino ist ein dunkelbrauner Likör aus den Regionen Emilia-Romagna, Kampanien und Kalabrien in Italien sowie dem Tessin in der Südschweiz, der als Digestif getrunken wird. Nocino wird aus unreifen, grünen Walnüssen durch Mazeration oder Destillation hergestellt. Zur Mazeration werden die Nüsse einige Wochen in Grappa, Rotwein oder reinem Alkohol eingelegt und mit Gewürzen wie Zimt, Orangenschalen, Muskatnuss oder Kaffeebohnen verfeinert. Die Walnüsse werden traditionellerweise in der Johannisnacht (23. auf 24. Juni) gepflückt. Sie stehen damit in Verbindung mit den Kulten zur Sommersonnenwende, insbesondere dem Hexensabbat, der in Italien unter dem Walnussbaum vollzogen wurde. Das oben genannte Herstellungsverfahren kann von Ort zu Ort variieren, oft wird dieses auch über Generationen von Familie zu Familie weitergegeben.
Der Ursprung des Nocino geht mindestens auf das Mittelalter zurück. Nur Mönche besaßen damals die Kenntnis zur Herstellung von Nocino und das Getränk wurde anlässlich der Besiegelung von wichtigen Verträgen konsumiert.